# Bellevigny
Bellevigny község Franciaország Loire mente régiójában, Vendée megyében. Új községként 2016. január 1-jén jött létre Belleville-sur-Vie és Saligny korábbi község egyesítésével. Az egyesüléskor az új község lélekszáma 5828 fő lett.

## Népesség
| Lakosok száma | 6052 | 6005 | 6079 | 6095 | 6193 | 6235 | 6239 |
|               | 2016 | 2017 | 2018 | 2019 | 2020 | 2021 | 2022 |